# Ревизија машинског превода
Ревизија машинског превода (или редактура машинског превода) је поступак при коме људи исправљају машински превод како би постигли прихватљив коначни производ. Особа која врши уређивање назива се редактор машинског превода. Концепт ревизије машинског превода је у вези са концептом припреме изворног текста за машинско превођење. У процесу превођења текста помоћу машинског превођења, најбољи резултати могу се постићи припремом изворног текста унапред – на пример применом принципа контролисаног језика – а затим накнадним уређивањем излазног резултата машине. Разликује се од редактуре, која се односи на процес побољшања текста произведеног од стране људи (поступак који је често познат као ревизија у преводилачкој индустрији). Ревидирани текст се може накнадно прегледати како би се осигурао квалитет језичких избора или лектурисати ради исправљања једноставних грешака.
Ревизија машинског превода укључује исправку излазног резултата машинског превођења како би се осигурало да оно задовољава ниво квалитета који је унапред договорен између клијента и редактора. Делимична редактура машинског превода има за циљ да резултат буде једноставно разумљив; потпуна редактура машинског превода и да га такође учини стилски прикладним. Са напретком у машинском превођењу, потпуна редактура машинског превода постаје алтернатива ручном превођењу. Практично сви алати за рачунарски потпомогнуто превођење (САТ) сада подржавају редактуру излазних резултата до којих се дошло уз помоћ машинског превода.

## Ревизија машинског превода и машинско превођење
Машинско превођење је изашло из оквира лабораторија и почело да се користи у своје праве сврхе крајем седамдесетих година у неким великим институцијама као што су Европска комисија и Панамеричка здравствена организација, а затим, касније, и у неким корпорацијама као што су Катерпилар и Џенерал моторс. Прва истраживања о редактури машинског превода у вези са овим имплементацијама појавиле су се осамдесетих година.  Да би развили одговарајуће смернице и обуку, чланови Асоцијације за машински превод у Америци (АМТА) и Европске асоцијације за машинске преводе (ЕАМТ) основали су 1999. године Специјалну интересну групу за редактуру машинског превода. 
После деведесетих, напредак у рачунарској снази и повезивању убрзао је развој машинског превођења и омогућио његову примену путем веб прегледача, укључујући га као бесплатан и користан додатак главним претраживачима (Гугл преводилац, Bing Translator, Yahoo! Babel Fish). Шире прихватање мање савршеног машинског превода праћено је и ширим прихватањем редактуре машинског превода. Како потражња за локализацијом добара и услуга расте брзином коју људски преводи не могу да задовоље, чак ни уз помоћ преводилачке меморије и других технологија за управљање преводима, институције из ове индустрије као што је Друштво корисника аутоматизације превода (ТАУС) очекују да ће машинско превођење и редактура машинског превода у наредних неколико година имати много већу улогу. 
Коришћење машинског превода понекад захтева припрему текста за машинско превођење.

## Делимична и потпуна редактура машинског превода
Студије осамдесетих година су разликовале нивое редактуре машинског превода који су, у контексту преводилачке службе Европске комисије, најпре дефинисани као конвенционални и брзи  или потпуни и брзи.  Чини се да су делимична и потпуна редактура машинског превода формулације које се данас највише користе.
Делимична редактура машинског превода подразумева минималну интервенцију редактора машинског превода, као строго потребне како би помогла крајњем кориснику да схвати текст; очекује се да ће је клијент користити само за примање текстова, често када је текст хитно потребан или је временски распон кратак.
Потпуна редактура машинског превода укључује већи ниво интервенције како би се постигао одређени ниво квалитета о којем се преговара између клијента и редактора машинског превода; очекује се да ће исход бити текст који је не само разумљив већ и представљен на неки стилски одговарајући начин, па се може користити за потпуно разумевање текста, па чак и за дистрибуцију текста, у сврху слања и примања текста.
Као крајњи циљ потпуне редактуре машинског превода очекује се ниво квалитета који се не разликује од нивоа људског превођења. Претпоставка је, међутим, била да је потребно мање напора да преводиоци раде директно из изворног текста него да редигују машински генерисану верзију. Са напретком у машинском превођењу, ово ће се можда променити. За неке језичке парове и за неке задатке, као и са моторима који су усклађени с подацима високог квалитета специфичним за дати домен, неки клијенти већ захтевају од преводилаца да изврше редактуру машинског превода уместо да преводе од почетка, у уверењу да ће постићи сличан квалитет по нижој цени.
Подела на делимичну и потпуну редактуру, развијена деведесетих година када је машинско превођење још увек било на ЦД-РОМ-у, можда неће одговарати напретку у машинском превођењу чак ни по питању делимичне редактуре. За неке језичке парове и неке задатке, посебно ако је извор унапред уређен, сирови машински излаз може бити довољно добар за схватање суштине, без потребе за накнадном људском интервенцијом.

## Ефикасност редактуре машинског превода
Редактура машинског превода се користи када сирово машинско превођење није довољно добро, а људско превођење није потребно. Индустрија саветује да се редактура машинског превода користи онда када се може барем удвостручити продуктивност ручног превођења, чак и четвороструко у случају делимичне редактуре.
Међутим, ефикасност редактуре машинског превода је тешко предвидети. Разне студије како из академске заједнице тако из индустрије тврде да је редактура машинског превода бржа од превођења текста од почетка, без обзира на језичке парове или искуство преводилаца.  Међутим, не постоји сагласност око тога колико се времена може уштедети редактуром машинског превода у пракси (ако уопште постоји): Иако индустрија извештава о уштеди времена од око 40%,  неке академске студије сугеришу да уштеда времена у стварним радним условима вероватније износи између 0–20%. Професионалци су такође пријавили негативан пораст продуктивности тамо где исправке захтевају више времена него онда када се преводи из почетка. 

## Редактура машинског превода и језичка индустрија
После неких тридесет година, редактура машинског превода је и даље „професија у настајању“.  Који је прави профил редактора машинског превода још увек није у потпуности истражено. Редактура машинског превода се поклапа са превођењем и уређивањем, али само делимично. Већина мисли да ће идеални редактор машинског превода бити преводилац који жели да се обучи за одређене потребне вештине, али постоје неки који мисле да ће бити лакше обучити за ово билингвалну особу која нема формално преводилачко образовање.  Не зна се много ни о томе ко су заиста тренутни редактори машинског превода, да ли су они професионални преводиоци, раде ли углавном као запослени у предузећима или самозапослени и под којим условима. Многи професионални преводиоци не воле редактуру машинског превода, између осталог и због тога што се обично плаћа по нижим стопама од конвенционалних превода, при чему је Међународно удружење професионалних преводилаца и тумача (International Association of Professional Translators and Interpreters - IAPTI) било посебно изричито по овом питању. 
Квалитет излаза машинског превођења ради редактуре је виши и стога захтева мање напора након редактуре онда када машинско превођење произведе неурални, вертикални или прилагођени механизам машинског превођења . Побољшање ефикасности превода може се мерити праћењем времена које је лингвистима потребно да исправе машински превод у истом преводилачком окружењу, као што је ХТМ Клауд , систем за управљање превођењем и алат за рачунарски потпомогнуто превођење, где се могу поредити време за редактуру машинског превода и резултати процена лингвистичког квалитета редигованих текстова.
Не постоје јасни подаци о томе колико је велико тржиште редактуре машинског превода у преводилачкој индустрији. Недавно истраживање је показало да то нуди 50% пружалаца језичких услуга, али за 85% њих ова услуга чини мање од 10% њиховог рада.  У Мемсоурсу, веб алатки за превођење, тврде да је преко 50 посто превода између енглеског и шпанског, француског и других језика урађено преко њихове платформе комбинујући преводилачку меморију са машинским превођењем.  Редактура машинског превода се врши и путем портала за краудсоурсинг превођење (превођење путем ангажовања већег броја спољних сарадника) као што је Unbаbеl који тврди да је до новембра 2014. редиговао преко 11 милиона речи машинског превода. 
Процене продуктивности и обима су у сваком случају циљеви који се мењају, јер ће напредак у машинском превођењу, у значајном делу вођен текстом насталим након редактуре машинског превода који се затим враћа у машину, значити да што више редактура машинског превода буде урађено, то ће бити бољи квалитет машинског превођења и редактура машинског превода ће постати распрострањенија